# Raúl Albiol
Raúl Albiol Tortajada (Valencija, 4. rujna 1985.) je španjolski nogometaš, koji igra kao branič za Villarreal.

## Klupska karijera

### Valencija i posudba u Getafe
Albiol je karijeu započeo u dva mala kluba u Valencijskoj zajednici, Ribarojji i rodnom Vilamarxantu. S 10 godina uočili su ga Valencijini skauti koji ga dovode. Prvi debi za A momčad imao je 24. rujna 2003. s 18. godina i 4 dana u prvom kolu Kupa UEFA. U kolovozu 2004. kad je putovao u Madrid, kako bi potpisao ugovor o posudbi Getafeu imao je tešku prometnu nesreću, ali se oporavio i odigrao odlične utakmice za klub iz predgrađa Madrida. Debi je imao u utakmici s Atleticom 15. siječnja 2005., a svoj prvi pogodak također je dao gradskom suparniku, Realu, u pobjedi 2:1 dva mjeseca kasnije. Ubrzo se vraća u Valenciju gdje postaje dijelom prve momčadi i uvelike pomaže u osvajanju Kupa kralja 2008.

### Real Madrid
Dana 25. lipnja 2009. Albiol potpisuje za giganta iz Madrida uz cijenu od 15 milijuna € odštete.  On je postao prvi španjolski igrač kojeg je Florentino Pérez doveo u svom drugom mandatu, te svom drugom pokušaju stvaranja Galácticosa. 2. srpnja službeno je predstavljen publici na Santiago Bernabeuu, a dodijeljen mu je broj 18.  Albiol je svoj jedini pogodak za Real u službenim natjecanjima postigao 8. prosinca u Ligi prvaka protiv Marseillea. U Primeri je obično počinjao od prve minute zbog ozljede Pepea. Nakon što se Pepe oporavio on se smjestio na klupu.

### Napoli
U ljeto 2013. Albiol prelazi iz madridskog Reala u talijanski Napoli.

### Villarreal
U srpnju 2019. godine je Albiol nakon šest sezona napustio napuljski klub za Villarreal. U Castellónu je Španjolac potpisao trogodišnji ugovor. Albiol je debitirao za žutu podmornicu protiv West Bromwich Albiona isti mjesec.

## Reprezentacija
On je prošao sve mlađe uzraste i kategorija Španjolske reprezentacije, a svoj debi za prvu momčad imao je 13. listopada 2007. Sa Španjolskom je osvojio EURO 2012. u Ukrajini i Poljskoj, EURO 2008. u Austriji te SP u JAR-u 2010.

## Trofeji

### Klupski uspjesi
- Valencia
  - Kup kralja (1): 2008.

- Real Madrid
  - Kup kralja (1): 2011.
  - La Liga (1): 2012.

### Španjolska
- Europsko nogometno prvenstvo (2): 2008., 2012.
- Svjetsko nogometno prvenstvo (1): 2010.
- FIFA Konfederacijski kup 2009.
- EURO U-19: 2004.

### Pojedinačno
- Najbolji mladi igrač Primere (1): 2006.

## Vanjske poveznice
- Real Madrid official profile
- BDFutbol profile
- National team data  Arhivirana inačica izvorne stranice od 29. veljače 2012. (Wayback Machine) (šp.)
- 2010 FIFA World Cup profile  Arhivirana inačica izvorne stranice od 26. kolovoza 2012. (Wayback Machine)
- Transfermarkt profile